# Vincent Kompany
Vincent Jean Mpoy Kompany (sinh ngày 10 tháng 4 năm 1986) là một huấn luyện viên bóng đá và cựu cầu thủ bóng đá chuyên nghiệp người Bỉ. Ông hiện là huấn luyện viên trưởng của câu lạc bộ Bundesliga Bayern Munich. Kompany được biết đến là cầu thủ huyền thoại với việc ông đã từng gắn bó với Manchester City trong vòng 11 mùa giải, tám trong số đó ông đã giữ chức đội trưởng với tư cách là một trung vệ, vị trí mà ông chơi thường xuyên trong suốt toàn bộ sự nghiệp thi đấu của mình. Kompany cũng đại diện cho Đội tuyển bóng đá quốc gia Bỉ trong 15 năm và 7 năm với tư cách là đội trưởng.
Kompany bắt đầu sự nghiệp chuyên nghiệp của mình tại Anderlecht. Sau khi tốt nghiệp hệ thống đào tạo trẻ của đội, ông đã gắn bó với câu lạc bộ trong ba mùa giải với tư cách là cầu thủ đội một trước khi chuyển đến câu lạc bộ Bundesliga Hamburger SV vào năm 2006. Vào mùa hè năm 2008, ông đã hoàn tất việc chuyển đến câu lạc bộ Premier League Manchester City, nơi ông đã là một phần không thể thiếu của đội hình. Bên cạnh đó, ông còn được coi là một trong những bản hợp đồng hời của kỷ nguyên đột phá của City và cũng trở thành một trong những trung vệ xuất sắc nhất của giải đấu. Trong mùa giải 2011–12, ông được trao băng đội trưởng bởi City và dẫn dắt câu lạc bộ của mình giành chức vô địch Premier League mùa giải đó, chức vô địch giải đấu đầu tiên của đội sau 44 năm. Kompany đã được đưa vào Đội hình Ngoại hạng Anh tiêu biểu của năm vào các năm 2011, 2012 và 2014, và giành giải Cầu thủ Ngoại hạng Anh xuất sắc nhất mùa giải vào năm 2012. Kompany đã giành thêm mười một danh hiệu nữa tại City và ra sân tổng cộng 360 lần.
Kompany đã khoác áo đội tuyển quốc gia Bỉ 89 lần trong sự nghiệp quốc tế kéo dài 15 năm. Ông ra mắt vào năm 2004 khi mới 17 tuổi. Trong suốt thời gian gắn bó với đội tuyển quốc gia Bỉ, ông là một phần quan trọng trong đội hình đã giành vị trí thứ tư tại Thế vận hội Mùa hè 2008 và các kỳ FIFA World Cup 2014 và 2018, nơi mà Bỉ đã giành vị trí thứ ba, kết quả tốt nhất từ trước đến nay tại World Cup. Ông giữ chức đội trưởng đội tuyển quốc gia từ năm 2010.
Năm 2019, Kompany trở lại Anderlecht với tư cách là cầu thủ kiêm huấn luyện viên sau khi hợp đồng của ông hết hạn sau mười một năm với Man City. Một năm sau, ông tuyên bố giã từ sự nghiệp cầu thủ bóng đá chuyên nghiệp và trở thành huấn luyện viên đội một. Năm 2022, ông được Burnley bổ nhiệm làm huấn luyện viên, nơi ông đã giành chức vô địch EFL Championship ngay tại mùa giải đầu tiên trước khi bị xuống hạng khỏi Premier League vào mùa giải tiếp theo. Kể từ năm 2024, ông là huấn luyện viên trưởng của Bayern Munich.

## Sự nghiệp câu lạc bộ

### Anderlecht
Sinh ra tại Uccle, Bruxelles, Kompany bắt đầu sự nghiệp của mình tại Anderlecht ở tuổi 17. Ông chơi trận ra mắt chuyên nghiệp vào ngày 30 tháng 7 năm 2003 trong trận lượt đi vòng loại thứ hai UEFA Champions League trên sân khách trước CS Rapid București. Ông ghi bàn thắng đầu tiên trong sự nghiệp vào ngày 1 tháng 2 năm 2004 trong chiến thắng 3–1 trên sân khách trước Sint-Truiden.

## Phong cách chơi
Kompany được coi là một trong những hậu vệ xuất sắc nhất làng bóng đá thế giới và trong lịch sử Ngoại hạng Anh. Ông được biết điến thông qua sự thông minh, thể hình mạnh mẽ, khả năng đấu đôi trên không uyển chuyển, phẩm chất lãnh đạo tuyệt vời cũng như kỹ thuật và phân phối bóng tốt. Ông cũng là một cầu thủ tắc bóng rất chính xác, có ý thức mạnh mẽ về xác định vị trí và có khả năng xuất sắc trong việc đọc trận đấu và dự đoán đối thủ.
Kompany ban đầu chơi ở vị trí tiền vệ trung tâm hoặc tiền vệ phòng ngự trước khi được chuyển sang vai trò trung vệ. Mặc dù có những khả năng xuất chúng, ông thường phải vật lộn với chấn thương trong suốt sự nghiệp của mình.

## Sự nghiệp huấn luyện viên

### Bayern Munich
Vào ngày 29 tháng 5 năm 2024, Kompany ký hợp đồng có thời hạn ba năm với trị giá 13 triệu USD để làm huấn luyện viên trưởng mới của câu lạc bộ Bundesliga Bayern Munich. Điều này khiến Kompany trở thành một trong những huấn luyện viên đắt giá nhất trong lịch sử bóng đá thế giới. Bayern đã không giành được danh hiệu nào trong mùa giải trước và không thể thuyết phục Thomas Tuchel gia hạn hợp đồng với tư cách là huấn luyện viên, cũng như bị từ chối bởi các ứng cử viên như Xabi Alonso, Julian Nagelsmann và Oliver Glasner.
Kompany giành chiến thắng trong trận ra mắt vào ngày 16 tháng 8 năm 2024 trên sân khách trước câu lạc bộ Bundesliga 2 SSV Ulm 1846 ở vòng đầu tiên của DFB-Pokal. Chín ngày sau, ông giành chiến thắng trong trận ra mắt tại Bundesliga khi đánh bại VfL Wolfsburg với tỷ số 3–2. Vào giữa tháng 9, trước chuyến viếng thăm thường niên tới Lễ hội tháng Mười (tiếng Đức: Oktoberfest), đội của ông đã ghi được 20 bàn thắng sau ba trận đấu, trong số đó bao gồm hai chiến thắng trên sân khách ở giải quốc nội và chiến thắng 9–2 tại Champions League trước Dinamo Zagreb. Ông trở thành huấn luyện viên đầu tiên ghi được hơn tám bàn thắng trong một trận đấu tại Champions League.

## Phong cách huấn luyện
Theo Adrian Clarke của trang web chính thức của Premier League và Thom Harris của The Athletic vào năm 2023, Kompany có phong cách bóng đá dựa trên chuyền bóng và kiểm soát bóng tương tự như huấn luyện viên Manchester City Pep Guardiola, hoàn toàn khác với phong cách bóng đá trực diện và mạnh mẽ của cựu huấn luyện viên Burnley Sean Dyche.

## Hoạt động từ thiện
Kompany là đại sứ chính thức của FIFA cho tổ chức từ thiện SOS Children. Kompany đại diện cho đất nước quê hương Cộng hòa Dân chủ Congo của cha mình và đã đầu tư và tham gia vào các dự án nhằm mục đích cung cấp giáo dục và nơi ở an toàn cho trẻ em sống trong cảnh nghèo đói.
Vào tháng 3 năm 2013, Kompany đã mua câu lạc bộ hạng ba Bỉ Bleid như một "sự cam kết xã hội đối với những người trẻ tuổi ở Bruxelles", với mục đích cung cấp cho những người trẻ tuổi thiệt thòi cơ hội sử dụng thể thao như một phương tiện để tự cải thiện.

## Thống kê sự nghiệp

### Câu lạc bộ
| Câu lạc bộ          | Mùa giải            | Giải vô địch             | Giải vô địch | Giải vô địch | Cúp quốc gia | Cúp quốc gia | Cúp Liên đoàn | Cúp Liên đoàn | Châu lục | Châu lục | Khác | Khác | Tổng cộng | Tổng cộng |
| Câu lạc bộ          | Mùa giải            | Hạng đấu                 | Trận         | Bàn          | Trận         | Bàn          | Trận          | Bàn           | Trận     | Bàn      | Trận | Bàn  | Trận      | Bàn       |
| ------------------- | ------------------- | ------------------------ | ------------ | ------------ | ------------ | ------------ | ------------- | ------------- | -------- | -------- | ---- | ---- | --------- | --------- |
| Anderlecht          | 2003–04             | Belgian First Division   | 29           | 2            | 5            | 0            | —             | —             | 9        | 0        | 1    | 0    | 44        | 2         |
| Anderlecht          | 2004–05             | Belgian First Division   | 32           | 2            | 1            | 0            | —             | —             | 7        | 0        | —    | —    | 40        | 2         |
| Anderlecht          | 2005–06             | Belgian First Division   | 12           | 1            | 1            | 0            | —             | —             | 6        | 1        | —    | —    | 19        | 2         |
| Anderlecht          | Tổng cộng           | Tổng cộng                | 73           | 5            | 7            | 0            | —             | —             | 22       | 1        | 1    | 0    | 103       | 6         |
| Hamburger SV        | 2006–07             | Bundesliga               | 6            | 0            | 0            | 0            | 2             | 1             | 5        | 0        | —    | —    | 13        | 1         |
| Hamburger SV        | 2007–08             | Bundesliga               | 22           | 1            | 4            | 0            | —             | —             | 11       | 2        | —    | —    | 37        | 3         |
| Hamburger SV        | 2008–09             | Bundesliga               | 1            | 0            | 0            | 0            | —             | —             | 0        | 0        | —    | —    | 1         | 0         |
| Hamburger SV        | Tổng cộng           | Tổng cộng                | 29           | 1            | 4            | 0            | 2             | 1             | 16       | 2        | —    | —    | 51        | 4         |
| Manchester City     | 2008–09             | Premier League           | 34           | 1            | 1            | 0            | 1             | 0             | 9        | 0        | —    | —    | 45        | 1         |
| Manchester City     | 2009–10             | Premier League           | 25           | 2            | 3            | 0            | 4             | 0             | —        | —        | —    | —    | 32        | 2         |
| Manchester City     | 2010–11             | Premier League           | 37           | 0            | 5            | 0            | 0             | 0             | 8        | 0        | —    | —    | 50        | 0         |
| Manchester City     | 2011–12             | Premier League           | 31           | 3            | 1            | 0            | 0             | 0             | 9        | 0        | 1    | 0    | 42        | 3         |
| Manchester City     | 2012–13             | Premier League           | 26           | 1            | 4            | 0            | 0             | 0             | 6        | 0        | 1    | 0    | 37        | 1         |
| Manchester City     | 2013–14             | Premier League           | 28           | 4            | 2            | 0            | 3             | 0             | 4        | 1        | —    | —    | 37        | 5         |
| Manchester City     | 2014–15             | Premier League           | 25           | 0            | 1            | 0            | 0             | 0             | 7        | 0        | 0    | 0    | 33        | 0         |
| Manchester City     | 2015–16             | Premier League           | 14           | 2            | 0            | 0            | 1             | 0             | 7        | 0        | —    | —    | 22        | 2         |
| Manchester City     | 2016–17             | Premier League           | 11           | 3            | 2            | 0            | 2             | 0             | 0        | 0        | —    | —    | 15        | 3         |
| Manchester City     | 2017–18             | Premier League           | 17           | 1            | 1            | 0            | 1             | 1             | 2        | 0        | —    | —    | 21        | 2         |
| Manchester City     | 2018–19             | Premier League           | 17           | 1            | 1            | 0            | 3             | 0             | 4        | 0        | 1    | 0    | 26        | 1         |
| Manchester City     | Tổng cộng           | Tổng cộng                | 265          | 18           | 21           | 0            | 15            | 1             | 56       | 1        | 3    | 0    | 360       | 20        |
| Anderlecht          | 2019–20             | Belgian First Division A | 15           | 1            | 3            | 0            | —             | —             | —        | —        | —    | —    | 18        | 1         |
| Tổng cộng sự nghiệp | Tổng cộng sự nghiệp | Tổng cộng sự nghiệp      | 382          | 25           | 35           | 0            | 17            | 2             | 94       | 4        | 4    | 0    | 532       | 31        |

1. ↑  Bao gồm Cúp bóng đá Bỉ, DFB-Pokal và FA Cup
2. ↑  Bao gồm DFL-Ligapokal và League/EFL Cup
3. ↑  Ra sân tại Siêu cúp bóng đá Bỉ
4. 1 2 3  Ra sân tại FA Community Shield

### Quốc tế
| Đội tuyển quốc gia | Năm       | Trận | Bàn |
| ------------------ | --------- | ---- | --- |
| Bỉ                 | 2004      | 8    | 0   |
| Bỉ                 | 2005      | 6    | 0   |
| Bỉ                 | 2006      | 2    | 0   |
| Bỉ                 | 2007      | 5    | 0   |
| Bỉ                 | 2008      | 6    | 0   |
| Bỉ                 | 2009      | 2    | 0   |
| Bỉ                 | 2010      | 7    | 1   |
| Bỉ                 | 2011      | 10   | 1   |
| Bỉ                 | 2012      | 6    | 2   |
| Bỉ                 | 2013      | 4    | 0   |
| Bỉ                 | 2014      | 11   | 0   |
| Bỉ                 | 2015      | 5    | 0   |
| Bỉ                 | 2016      | 0    | 0   |
| Bỉ                 | 2017      | 3    | 0   |
| Bỉ                 | 2018      | 12   | 0   |
| Bỉ                 | 2019      | 2    | 0   |
| Tổng cộng          | Tổng cộng | 89   | 4   |

Tỷ số và kết quả liệt kê bàn thắng của Bỉ được để trước và in đậm, cột tỷ số cho biết tỷ số sau mỗi bàn thắng của Kompany.
| # | Ngày                 | Địa điểm                                       | Trận | Đối thủ    | Bàn thắng | Kết quả | Giải đấu                      |
| - | -------------------- | ---------------------------------------------- | ---- | ---------- | --------- | ------- | ----------------------------- |
| 1 | 19 tháng 5 năm 2010  | Sân vận động Nhà vua Baudouin, Bruxelles, Bỉ   | 31   | Bulgaria   | 2–1       | 2–1     | Giao hữu                      |
| 2 | 7 tháng 10 năm 2011  | Sân vận động Nhà vua Baudouin, Bruxelles, Bỉ   | 43   | Kazakhstan | 3–0       | 4–1     | Vòng loại UEFA Euro 2012      |
| 3 | 7 tháng 9 năm 2012   | Sân vận động Thành phố Cardiff, Cardiff, Wales | 48   | Wales      | 1–0       | 2–0     | Vòng loại FIFA World Cup 2014 |
| 4 | 16 tháng 10 năm 2012 | Sân vận động Nhà vua Baudouin, Bruxelles, Bỉ   | 51   | Scotland   | 2–0       | 2–0     | Vòng loại FIFA World Cup 2014 |

## Thống kê sự nghiệp huấn luyện viên
Tính đến 20 tháng 12 năm 2024
| Đội           | Từ                  | Đến                 | Thống kê | Thống kê | Thống kê | Thống kê | Thống kê |
| Đội           | Từ                  | Đến                 | Trận     | T        | H        | B        | % thắng  |
| ------------- | ------------------- | ------------------- | -------- | -------- | -------- | -------- | -------- |
| Anderlecht    | 1 tháng 7 năm 2019  | 22 tháng 8 năm 2019 | 4        | 0        | 2        | 2        | 000,00   |
| Anderlecht    | 17 tháng 8 năm 2020 | 1 tháng 6 năm 2022  | 92       | 42       | 32       | 18       | 045,65   |
| Burnley       | 14 tháng 6 năm 2022 | 29 tháng 5 năm 2024 | 96       | 41       | 24       | 31       | 042,71   |
| Bayern Munich | 29 tháng 5 năm 2024 | nay                 | 24       | 17       | 3        | 4        | 070,83   |
| Tổng cộng     | Tổng cộng           | Tổng cộng           | 216      | 100      | 61       | 55       | 046,30   |